# 鲁瓦塞勒
鲁瓦塞勒（法語：Roisel，法語發音：[ʁwazɛl]）是法国上法蘭西大區索姆省的一个市镇，属于佩罗讷区。

## 地理
鲁瓦塞勒（49°56'45"N, 3°5'52"E）面积10.16 平方千米，位于法国上法蘭西大區索姆省，该省份为法国北部沿海省份，北起加来海峡省和北部省，西接滨海塞纳省和大西洋英吉利海峡，南至瓦兹省，东临埃纳省。
与鲁瓦塞勒接壤的市镇（或旧市镇、城区）包括：贝尔讷、昂库尔、埃尔维利、埃斯贝库尔、马尔凯、唐普勒勒盖拉尔、坦库尔-布克利、维莱福孔。
鲁瓦塞勒的时区为UTC+01:00、UTC+02:00（夏令时）。

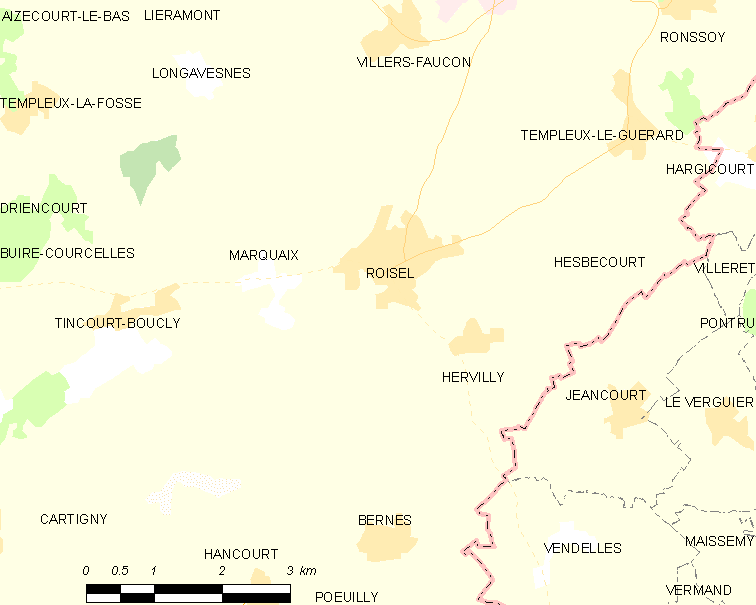
鲁瓦塞勒的OSM定位图

## 行政
鲁瓦塞勒的邮政编码为80240，INSEE市镇编码为80677。

## 政治
鲁瓦塞勒所属的省级选区为佩罗讷县。

## 人口

1962-2008年间鲁瓦塞勒人口变化图示

鲁瓦塞勒于2022年1月1日时的人口数量为1609人。